# Gruta da Canada do Laranjo
A Gruta da Canada do Laranjo é uma gruta portuguesa localizada na freguesia dos Altares, concelho da Praia da Vitória, ilha Terceira, arquipélago dos Açores.
Esta cavidade apresenta uma geomorfologia de origem vulcânica em forma de tubo de lava, localizado em encosta. Apresenta um comprimento de 30 m.